# Синяков, Виктор Фёдорович
Ви́ктор Фёдорович Синяко́в (18 апреля 1912, с. Завадовка Ананьевского уезда Херсонской губернии Российской империи — 23 мая 2004, гор. Лыткарино Люберецкого района Московской области) — крупный специалист в области производства оптического стекла.

## Биография
Виктор Фёдорович Синяков родился 18 апреля 1912 года в селе Завадовка Ананьевского уезда Херсонской губернии (с 20-х годов это село Заводовка Березовского района Одесской области).  
Окончив в Одессе химический техникум, в 1933 году В.Ф. Синяков начал работать в качестве специалиста по керамическим изделиям на заводе оптического стекла в городе Изюме Харьковской области. 
В 30-е годы Германия прекратила поставку в СССР цветных стёкол, и тогда задачей номер один для нашей оптической промышленности стало создание и освоение производства необходимых марок отечественного оптического стекла для военной техники.  Изюмский завод оптического стекла стал одним из самых передовых производств. За несколько довоенных лет здесь было проведено более тысячи опытных варок, получены новые марки стекла, в том числе и так называемое "рубиновое", до сих пор используемое в звёздах на кремлёвских башнях. Кроме создания новых марок стекла, необходимо было добиться его высокого качества. После многочисленных опытов, проведённых специалистами завода, был разработан новый метод перемешивания стекла, который произвёл революцию в стекольном производстве. Не меньшей проблемой было изготовление керамических горшков, в которых варилось стекло: срок их изготовления доходил до 4-8 месяцев. В. Ф. Синяков долго вынашивал идею ускорения этого процесса, сокращавший производство до 15-и дней, однако внедрить новый метод удалось лишь в годы войны.   
В 1941 году, когда гитлеровские войска стремительно продвигались на восток, стояла задача немедленной эвакуации завода. Развитие событий на фронте внесло свои корректировки. Плановая эвакуация была сорвана. Весь демонтаж оборудования и отгрузка семи эшелонов были проведены в период с 23 сентября по 21 октября, когда город уже был оставлен советскими войсками. Людей не хватало. Многие были призваны на фронт. В эти дни 16 октября 1941 года В.Ф. Синяков был назначен начальником керамического цеха и нёс ответственность за его эвакуацию. С последним эшелоном выехали ведущие работники завода, задачей которых было в скорейшее время восстановить производство на новом месте.  
К началу вероломного нападения фашистской Германии на нашу страну заводы оптической промышленности не имели действующих дублёров на востоке страны. Выбор площадок для размещения эвакуируемых предприятий был ограничен и труден. Особенно трудно было решить этот вопрос для стекловаренных заводов по производству оптического стекла, где должны соблюдаться очень высокие требования по температуре при отжиге стекла. Новой площадкой для завода стал хрустальный завод "Красный Гигант" в Николо-Пёстровке (теперь гор. Никольск Пензенской области).  
Нарастающий выпуск военной техники требовал всё большего производства панорам, стереотруб, перископов, дальномеров, прицелов для танков, пулемётов, снайперских винтовок и артиллерийских установок; надо было увеличить объём выпуска оптического стекла в 8 раз. Именно здесь очень остро встал вопрос изготовления стекловаренных горшков. По разработанной технологии варка оптического стекла должна была производиться в керамических горшках, изготовленных из пластических масс вместимостью 425-500 л. Для изготовления одного горшка такой ёмкости требовалось 2-4,5 месяцев работы и большие площади. Руководство завода приняло смелое решение - внедрить в производство новый технологический процесс пневматического трамбования горшков из полусухих масс, разработанный перед войной под руководством В.Ф. Синякова. При этом методе длительность цикла составляла 15 суток и площади требовалось в 7-10 раз меньше. Работы осложнялись тем, что процесс трамбования горшков был опробован на часовъярской глине, а предстояло на бускульской, обладающей другими физико-химическими и механическими свойствами. Это потребовало заново разрабатывать процесс трамбования при одновременном обеспечении производства стекловаренными горшками. Эта работа была поручена В.Ф. Синякову, и она была успешно выполнена. Первый стекловаренный горшок по новой технологии был изготовлен уже в начале ноября. 
Новые техпроцессы выработки заготовок и изготовления горшков методом пневматического трамбования обеспечили ускоренный выпуск продукции для фронта. 
За самоотверженную работу работу в годы войны В.Ф. Синяков был награждён орденом Знак Почета и медалью За доблестный труд в Великой Отечественной войне 1941-1945 гг. 
Во исполнение Постановления Государственного Комитета Обороны СССР  и согласно Соглашению о репарациях  в 1945 году на заводы Шотта и Цейсса в Германию в город Йену была направлена группа ведущих специалистов отрасли, в составе которой был командирован и В.Ф. Синяков. Предусматривался демонтаж и вывоз оборудования и технологий фирмы "Шотт Йена". В первые послевоенные годы в стране резко возрастала потребность в оптическом стекле. Это было связано с развитием новых перспективных направлений приборостроения, атомной энергетики и астрономии. Основной поставщик оптического стекла Изюмский завод оптического стекла (приборостроительный завод) лежал в развалинах. Было решено на базе Лыткаринского завода зеркальных отражателей на основе вывезенного оборудования и технологий организовать производство оптического стекла. 
Развитие производства шло быстрыми темпами. Вывезенные из Германии технологии и составы стёкол пригодились, но поступившее оборудование общим весом 12000 тонн почти не нашло применения, так как к этому времени наше отечественное оборудование, разработанное и внедрённое в годы войны, оказалось более совершенным. Стекловаренные горшковые печи были оборудованы пропеллерными мешалками, стекловаренные горшки изготавливались из полусухой массы методом трамбования и отличались долговечностью, установка их в печь осуществлялась шарнирным краном. Всего этого в Германии не было.     
В апреле 1948 на Лыткаринский завод оптического стекла, ЛЗОС, (бывший завод зеркальных отражателей) с других предприятий отрасли  была направлена группа специалистов, которые возглавили ведущие отделы и цеха. Виктор Фёдорович Синяков был назначен заместителем главного технолога завода. Позднее, в 50-е годы, он возглавил цех варки оптического стекла в газовых горшковых печах. Здесь он продолжил реализовывать  свою идею пневматического трамбования стекловаренных горшков для различных марок оптического стекла, которая в дальнейшем получила развитие в более прогрессивном методе - гидростатическом прессовании керамических сосудов. Он руководил работами, направленными на снижение светопоглощения стекла. При его активном участии были созданы прогрессивные технологии варки оптического стекла в многотоннажных газовых ванных печах. В эти годы в цеху, которым руководил В.Ф. Синяков, была изготовлена оптика для первого искусственного спутника Земли, было изготовлено несколько заготовок высокооднородного оптического стекла диаметром 2,6 метра. Из них были изготовлены зеркала для телескопов Крымской и Бюраканской обсерваторий.  Такая же заготовка была представлена на Международной выставке ЭКСПО-58 в Брюсселе и удостоена на ней Гран-при выставки. ЛЗОС стал основным предприятием Советского Союза по производству крупногабаритных заготовок из оптического стекла. В марте 1960 года Совет Министров СССР принял постановление о создании телескопа-рефлектора БТА (Большого Телескопа Азимутального) с диаметром зеркала 6 метров. Телескоп предполагалось создать в Карачаево-Черкесии близ станицы Зеленчукской в Специальной астрофизической обсерватории. Основные работы были поручены Ленинградскому оптико-механическому объединению (ЛОМО), Лыткаринскому заводу оптического стекла (ЛЗОС), Государственному оптическому институту им. С.Н. Вавилова (ГОИ), а также ряду других предприятий. 
ЛЗОС был утверждён основным исполнителем по разработке технологического процесса на отливку заготовки зеркала диаметром 6 м и по изготовлению заготовки зеркала. Предстояло отлить заготовку стекла массой 70 т, отжечь её в печи и произвести сложную обработку всех поверхностей с изготовлением центрального сквозного отверстия и 66-и посадочных глухих отверстий на тыльной стороне.  
В течение трёх лет был спроектирован и построен специальный корпус опытно-производственного цеха. В задачу цеха входило монтаж и отладка оборудования, отработка промышленного техпроцесса и изготовление заготовки зеркала. Основное оборудование цеха было уникальным, не имеющим аналогов. В феврале 1963 Виктор Федорович Синяков был назначен заместителем главного технолога по производству оптики БТА, а с апреля, ещё до стадии окончания оснащения, стал начальником опытно-производственного цеха.  
Специалистами ЛЗОС и ГОИ были проведены исследования и разработан состав стекла, которое отвечало заданным требованиям. В результате проведённых работ был разработан техпроцесс, по которому произведена пробная производственно-экспериментальная отливка заготовки. На ней было опробовано уникальное оборудование, отработаны все режимы и приёмы работы, а также организация отлива. Был составлен технологический процесс для отлива штатной заготовки. 
20-го ноября 1964 года была отлита первая заготовка главного зеркала телескопа. Это был сложнейший процесс. Чтобы избежать "замерзания" в платиновой трубе первых поступлений стекломассы, она должна была быть прогрета до 1400 градусов. До осуществления отлива необходимо было провести комплекс сложнейших наладочных, конструкторских и экспериментальных работ, связанных с доработкой отдельных элементов конструкций, отработки приёмов отлива, уточнения всего процесса варки и отлива заготовки. Эти решения должны были обеспечить успешное перемещение 70-и тонн стекломассы при температуре 1500 градусов за несколько часов на расстояние свыше 20 м, в том числе с изменением высоты до 10 м. При этом должна была сохраняться непрерывность струи стекла и его высокая однородность. Необходимо также было обеспечить безаварийную чёткую работу при высоких температурах на высоте от 1,5 м до 12 м при проведении работ на всех участках цеха.Отжиг, т. е. постепенное понижение температуры заготовки, проводился в специальной печи, продолжался в течение двух лет и шести дней и закончился 5 декабря 1966 года. В результате поддержания правильного режима отжига по результатам контроля были обнаружены допустимые малые термоупругие напряжения в диске, а также сохранена его целостность. Это свидетельствовало о хорошем режиме отжига. 
Предыдущий опыт обработки других крупногабаритных заготовок оказался непригодным из-за низкой производительности труда и возможности повреждения заготовки. Требовалось снять 25 т стекла. Было принято решение о применении алмазного инструмента. Специалисты ЛЗОС разработали и реализовали технологию обработки заготовки зеркала. В неё входило фрезерование и шлифование обеих плоскостей, обработка сферических и других криволинейных поверхностей вращения и другие. При обработке заготовки наиболее сложными операциями были получение сфер фрезерованием, разметка 66 глухих отверстий для размещения механизмов разгрузки зеркала и их обработка. Последними операциями в технологическом процессе предварительной обработки заготовки были шлифование и полирование боковой цилиндрической поверхности.  
Обработка длилась почти полтора года. Приёмка заготовки для дальнейшей точной обработки лицевой стороны была произведена 4 сентября 1968 года. 
Всё время от момента назначения на должность назначения начальником цеха и до окончания предварительной обработки заготовки В.Ф. Синяков проделал колоссальную работу в оснащении цеха, в разработке техпроцесса обработки, в организации работ по отливке, отжигу и обработке заготовки.
Дальнейшая точная обработка лицевой стороны зеркала проводилась специалистами Ленинградского оптико-механического объединения (ЛОМО) в построенном на территории ЛЗОСа специальном термостатированном корпусе, куда заготовка была перемещена.  
В августе 1974 года готовое зеркало было доставлено в обсерваторию. 30 декабря 1975 года был утверждён акт Государственной межведомстенной комиссии по приёмке в эксплуатацию Большого азимутального телескопа. Создание БТА явилось огромным достижением советской науки и техники. 
До 1998  года, т. е. в течение 23 лет, БТА оставался телескопом с крупнейшим в мире монолитным зеркалом. 
В 1969-1983 гг.  вся дальнейшая работа В.Ф. Синякова была связана с объединением оптических заводов "Рубин".  
Оптической промышленности СССР он посвятил 50 лет жизни. 

## Премии и награды
Лауреат Государственной премии СССР (№ 02324) 1971 года.
Награждён орденами и медалями СССР:
- орден Октябрьской Революции - 1977 г.
- орден Трудового Красного Знамени - 1958 г.
- орден Знак Почёта - 1945 г.
- медаль За доблестный труд в Великой Отечественной войне 1941-1945 г.г. - 1946 г.
- медаль За трудовое отличие - 1957 г.
За работы, представленные на ВДНХ, был награждён Золотой (1978 г.) и Большой Серебряной (1960 г.) медалями.